# 原始方程组
原始方程组（Primitive Equations）是非线性的微分方程組，可以模拟地球上的大气流動，許多的大气模型都用到原始方程组。原始方程组主要由三组平衡方程构成：
1. 连续性方程：描述质量守恒。
2. 动量守恒：用纳维-斯托克斯方程描述地球表面流体动力流动。其假设是垂直方向上的运动远小于水平方向的运动，且流体层的深度小于球半径
3. 能量守恒：說明系统的整体温度与热源、热沉（heat sink）之間的關係。

原始方程组线性化後，可以得到拉普拉斯潮汐方程（Laplace's tidal equations），是潮汐理論中的特征值问题，以此可以找到氣流纬度结构的解析解。
几乎所有形式的原始方程组都涉及五个变量u、v、ω、T、W，以及它们随时间和空间的变化。
原始方程组是由挪威大氣學家威廉·皮耶克尼斯提出。

## 定义
- {\displaystyle u} 是纬向速度（与球体相切，东西方向的速度）
- {\displaystyle v} 是经向速度（与球体相切，南北方向的速度）
- {\displaystyle \omega } 是等压坐标中的垂直速度
- {\displaystyle T} 是温度
- {\displaystyle p} 是压强
- {\displaystyle f} 是与科里奥利力相关的量，等于{\displaystyle 2\Omega \sin(\phi )}。其中{\displaystyle \Omega }是地球的角速度（ 每恒星小时{\displaystyle 2\pi /24}弧度），{\displaystyle \phi }是纬度
- {\displaystyle c_{p}} 是恒压表面上的比热容
- {\displaystyle J} 是单位时间内每单位质量的热流量
- {\displaystyle \Phi } 是位勢
- {\displaystyle W} 是可降水量
- {\displaystyle R} 是气体常数
- {\displaystyle \Pi } 是艾克纳函数
- {\displaystyle \theta } 是位温
- {\displaystyle \eta } 是涡量

## 引起大气运动的力
引起大气运动的力包括气压梯度力，重力，和粘滞摩擦力，它们共同构成了大气运动的合力。
气压梯度力导致的加速度，迫使空气从高压区域流向低压区域。在数学上可以写作：
{\displaystyle {\frac {f}{m}}={\frac {1}{\rho }}{\frac {dp}{dx}}.}
重力导致竖直朝向地心，大小大约为9.81m/s2的加速度。
粘滞摩擦力可以近似为：
{\displaystyle f_{r}={f \over a}{1 \over \rho }\mu \left(\nabla \cdot (\mu \nabla v)+\nabla (\lambda \nabla \cdot v)\right).}
结合牛顿第二定律，可以将这些力（在上述等式中表现为这些力所导致的加速度）加總以生成描述该系统的运动方程。该方程式可以写成：
{\displaystyle {\frac {dv}{dt}}=-(1/\rho )\nabla p-g(r/r)+f_{r}}
{\displaystyle g=g_{e}\,}
最后可以完成方程组，并得到六个方程和六个变量：
- {\displaystyle {\frac {dv}{dt}}=-(1/\rho )\nabla p-g(r/r)+(1/\rho )\left[\nabla \cdot (\mu \nabla v)+\nabla (\lambda \nabla \cdot v)\right]}
- {\displaystyle c_{v}{\frac {dT}{dt}}+p{\frac {d\alpha }{dt}}=q+f}
- {\displaystyle {\frac {d\rho }{dt}}+\rho \nabla \cdot v=0}
- {\displaystyle p=nT}

其中n是以mol为单位的体积摩尔浓度，T:=RT是以J/mol为单位的温度等效值。

## 原始方程组的形式
原始方程组的精确形式取决于所选择的垂直坐标系，例如压强坐标（pressure coordinates），对数压强坐标（log pressure coordinates）或sigma坐标。此外，还可以使用雷诺分解将速度，温度和位势变量分解为均值和摄动分量。

### 垂直压强，笛卡尔切线平面
在这种形式下，将压强作为竖直坐标，并将笛卡尔切线平面（即与地球表面上某个点相切的平面）作为水平坐标。这种形式并未考虑地球表面的曲率，但由于其相对简单，因此一些物理过程的可视化公式上。
其中大寫的D時間導數是實質導數（material derivative）。系統有五個未知數和五個方程式組成。
- 無粘性流动量方程

{\displaystyle {\frac {Du}{Dt}}-fv=-{\frac {\partial \phi }{\partial x}}}
{\displaystyle {\frac {Dv}{Dt}}+fu=-{\frac {\partial \phi }{\partial y}}}
- 流体静力学方程。它是没有垂直背景加速度時，垂直动量方程的特例。

{\displaystyle 0=-{\frac {\partial \phi }{\partial p}}-{\frac {RT}{p}}}
- 连续性方程，在流体静力的近似下，将水平方向的擴散或收縮，与垂直方向的运动联系起来（{\displaystyle dp=-\rho \,d\phi }）：

{\displaystyle {\frac {\partial u}{\partial x}}+{\frac {\partial v}{\partial y}}+{\frac {\partial \omega }{\partial z}}=0}
- 热力学能量方程，是热力学第一定律的结果

{\displaystyle {\frac {\partial T}{\partial t}}+u{\frac {\partial T}{\partial x}}+v{\frac {\partial T}{\partial y}}+\omega \left({\frac {\partial T}{\partial p}}-{\frac {RT}{pc_{p}}}\right)={\frac {J}{c_{p}}}}
若再加上水蒸气的物质守恒，共有六个方程式，构成了所有数值天气预报方案的基础。

### 使用sigma坐标系的原始方程组，极坐标立体投影
根据美国《 国家气象服务手册第1号–传真产品》（National Weather Service Handbook No. 1 – Facsimile Products），原始方程组可以简化为以下方程式：
- 纬向风：

{\displaystyle {\frac {\partial u}{\partial t}}=\eta v-{\frac {\partial \Phi }{\partial x}}-c_{p}\theta {\frac {\partial \pi }{\partial x}}-z{\frac {\partial u}{\partial \sigma }}-{\frac {\partial ({\frac {u^{2}+v^{2}}{2}})}{\partial x}}}
- 经向风：

{\displaystyle {\frac {\partial v}{\partial t}}=-\eta {\frac {u}{v}}-{\frac {\partial \Phi }{\partial y}}-c_{p}\theta {\frac {\partial \pi }{\partial y}}-z{\frac {\partial v}{\partial \sigma }}-{\frac {\partial ({\frac {u^{2}+v^{2}}{2}})}{\partial y}}}
- 温度：

{\displaystyle {\frac {\delta T}{\partial t}}={\frac {\partial T}{\partial t}}+u{\frac {\partial T}{\partial x}}+v{\frac {\partial T}{\partial y}}+w{\frac {\partial T}{\partial z}}}
第一项是太阳辐射和长波辐射引起的温度变化，随一天當中的时间变化而变化。 第二，第三和第四项归因于对流。 另外，带有下标的变量T是该平面上的温度变化。每个T实际上是不同的，并且与其各自的平面有关。将其除以各栅格点之间的距离即可得到温度随距离的变化。若將x，y和z方向温度随距离的变化，乘以各方向的風速後加总就是温度随时间的总变化。
- 可降水量:

{\displaystyle {\frac {\delta W}{\partial t}}=u{\frac {\partial W}{\partial x}}+v{\frac {\partial W}{\partial y}}+w{\frac {\partial W}{\partial z}}}
该方程式和符号的標示方戋与温度方程式大致相同。该方程式描述了水在某一时刻从一个地方到另一个地方的运动，而没有考虑水的形态变化。在给定的系统内，水不随时间变化。但是，水的浓度可以随风变化。
- 压强（Pressure thickness）：

{\displaystyle {\frac {\partial }{\partial t}}{\frac {\partial p}{\partial \sigma }}=u{\frac {\partial }{\partial x}}x{\frac {\partial p}{\partial \sigma }}+v{\frac {\partial }{\partial y}}y{\frac {\partial p}{\partial \sigma }}+w{\frac {\partial }{\partial z}}z{\frac {\partial p}{\partial \sigma }}}

上述五個方程的简化，較容易理解模型中发生的事情。诸如温度（潜在温度），可降水量以及一定程度的压强等随风从网格上的一个点移动到另一点。 风的预測試略有不同，其中用到位势，比热，艾克纳函数π和在sigma坐标上的变化。

## 线性化原始方程组的解
线性化原始方程组的解析解涉及时间和经度的正弦振荡，由与高度和纬度有关的系数进行調整。
{\displaystyle {\begin{Bmatrix}u,v,\phi \end{Bmatrix}}={\begin{Bmatrix}{\hat {u}},{\hat {v}},{\hat {\phi }}\end{Bmatrix}}e^{i(s\lambda +\sigma t)}}
其中s和{\displaystyle \sigma }分别是纬向波数和角频率。该解對應大气波和潮汐。
当系数分为高度和纬度分量时，和高度之間的相关性會以波的傳播或漸逝波的形式出現（視相關條件而定），而纬度相关性會依循霍夫函数。
上述的解析解只有在原始方程式线性化，且經過简化时，才能成立。不過这些简化（如无耗散，等温氣體）不符合实际大气中的情况。因此若要考慮這些因素，一般會依全球循環模式及气候模式，計算其数值解。

## 外部連結
【解构自然】33 天气预报背后的公式 （页面存档备份，存于）